# Honda Accord 3. Generation
Der Honda Accord ist ein Mittelklasse-PKW des japanischen Automobilherstellers Honda. Die dritte Generation wurde auf dem deutschen Markt von Herbst 1985 bis Ende 1989 vertrieben.
Mit dem Modellwechsel beim Accord im November 1985 änderte Honda die Modellphilosophie: Im Vordergrund stand nun die klassische Limousine. Ergänzt wurde die Accord-Palette erstmals um einen Sport-Kombi, der Aerodeck genannt wurde. Später wurde noch ein Coupé vorgestellt. Der Hatchback wurde nur noch in Nordamerika angeboten. Bei der Gestaltung wurde bei dieser Modellreihe das Designbüro von Pininfarina beteiligt.

## Karosserievarianten

### Limousine
Zum ersten Mal in der Firmengeschichte ging Honda mit der Regionalisierung seiner Modelle bei dieser Generation des Accord so weit, dass in Europa ein auf den ersten Blick anders gestaltetes Modell angeboten wurde als im Rest der Welt: Die Accord-Limousine besaß hier von Anfang an feststehende Scheinwerfer, um die Zugehörigkeit zur Honda-Familie mit Blick auf den Civic deutlich zu machen. Der Sport-Kombi verfügte über die „Schlafaugen“-Klappscheinwerfer der japanischen Modelle, die dort wiederum die Familienzugehörigkeit zum Prelude betonten.
Allerdings liefen die neu entwickelten Motoren mit 1,6 Liter und 2,0 Liter Hubraum und 3-Ventil-Technik rauer als beim Vorgänger. Beide Motoren konnten mit einem manuellen 5-Gang-Getriebe oder einer 4-stufigen Automatik kombiniert werden.
Im Herbst 1987 erweiterte Honda in Europa die Motoren-Palette um einen 2,0 Liter DOHC-Motor, welcher in Japan von Anfang an angeboten worden war. Dieses Modell konnte allerdings nur mit einem manuellen 5-Gang-Getriebe geordert werden.
Ab 1987 wurde die europäische Modellvariante auch in Japan unter dem Namen Accord Typ CA angeboten. Auf dem japanischen Markt gab es darüber hinaus ein Schwestermodell zur Accord Limousine mit „Schlafaugen“-Scheinwerfern, den Vigor, in gehobener Ausstattung.

### Hatchback
In Nordamerika wollte Honda auch nach dem Modellwechsel im Jahre 1986 ein Fließheck-Modell in der Tradition des Accord anbieten. Wie die Limousine, auf deren Plattform er entwickelt worden war, wurde auch der Accord Hatchback größer, komfortabler und stärker in der Motorisierung, denn er wurde ausschließlich mit dem 2,0-Liter-SOHC-Motor mit 3-Ventil-Technik der europäischen Accord-Version ausgeliefert – in Kanada allerdings nur mit der geringeren Leistungsstufe des Vergasermotors. Trotzdem galt das Hatchback-Modell hier – ebenso wie der Aerodeck in Europa – als die sportliche Variante der neuen Accord-Generation. Der Motor konnte entweder mit einem manuellen 5-Gang-Getriebe oder einer vierstufigen Automatik geordert werden.

### Coupé
Auf der Basis des dreitürigen Hatchback wurde von Honda of America Mfg. ein konventioneller gestaltetes zweitüriges Coupé entwickelt und 1988 in Nordamerika und Japan auf den Markt gebracht. Das Fahrzeug wurde in den USA entwickelt und auch dort exklusiv gebaut. Dies war das erste Honda-Modell, das nach Japan importiert wurde. Als einzige Motorvariante kam in Japan der 2,0-l-SOHC-Motor mit Benzin-Einspritzung zum Einsatz. In Nordamerika konnte der gleiche Motor alternativ mit Vergaser und weniger Leistung geordert werden. In Japan wurde nur das manuelle 5-Gang-Getriebe eingebaut, während in Nordamerika alternativ eine vierstufige Automatik lieferbar war.

### Aerodeck
Zusammen mit der Limousine kam im November 1985 ein dreitüriger Sport-Kombi auf den Markt: der Accord Aerodeck. Seinen Namen verdankte das Fahrzeug der weit ins Dach gezogenen Heckklappe.

Diese Karosserieform erinnert in ihrer Silhouette an den Hatchback der dritten Civic-Generation, wenngleich die Abmessungen des Aerodeck größer als die des Civic waren. Auch die große bis ins Dach gezogene Heckklappe war nicht neu. Der ebenfalls zur dritten Civic-Generation gehörende Shuttle besaß dieses Stilelement bereits. Obwohl das Platzangebot durch das verlängerte Dach deutlich größer war als in der Limousine, konnte der Aerodeck nicht als Kombi bezeichnet werden. Dazu war der Hecküberhang im Vergleich zur Limousine zu kurz (um 200 mm kürzer). In Nordamerika wurde der Aerodeck nicht angeboten. Dort gab es als Dreitürer eine Hatchback-Variante. In Europa wurde der Aerodeck mit beiden 2,0-Liter-Motoren ausgeliefert, während er andernorts auch mit 1,8-Liter-Motor zu haben war. Dadurch galt er in Europa als sportliche Variante der neuen Modellgeneration. Neben dem Prelude war er das einzige Honda-Modell mit Klappscheinwerfern auf dem europäischen Kontinent.

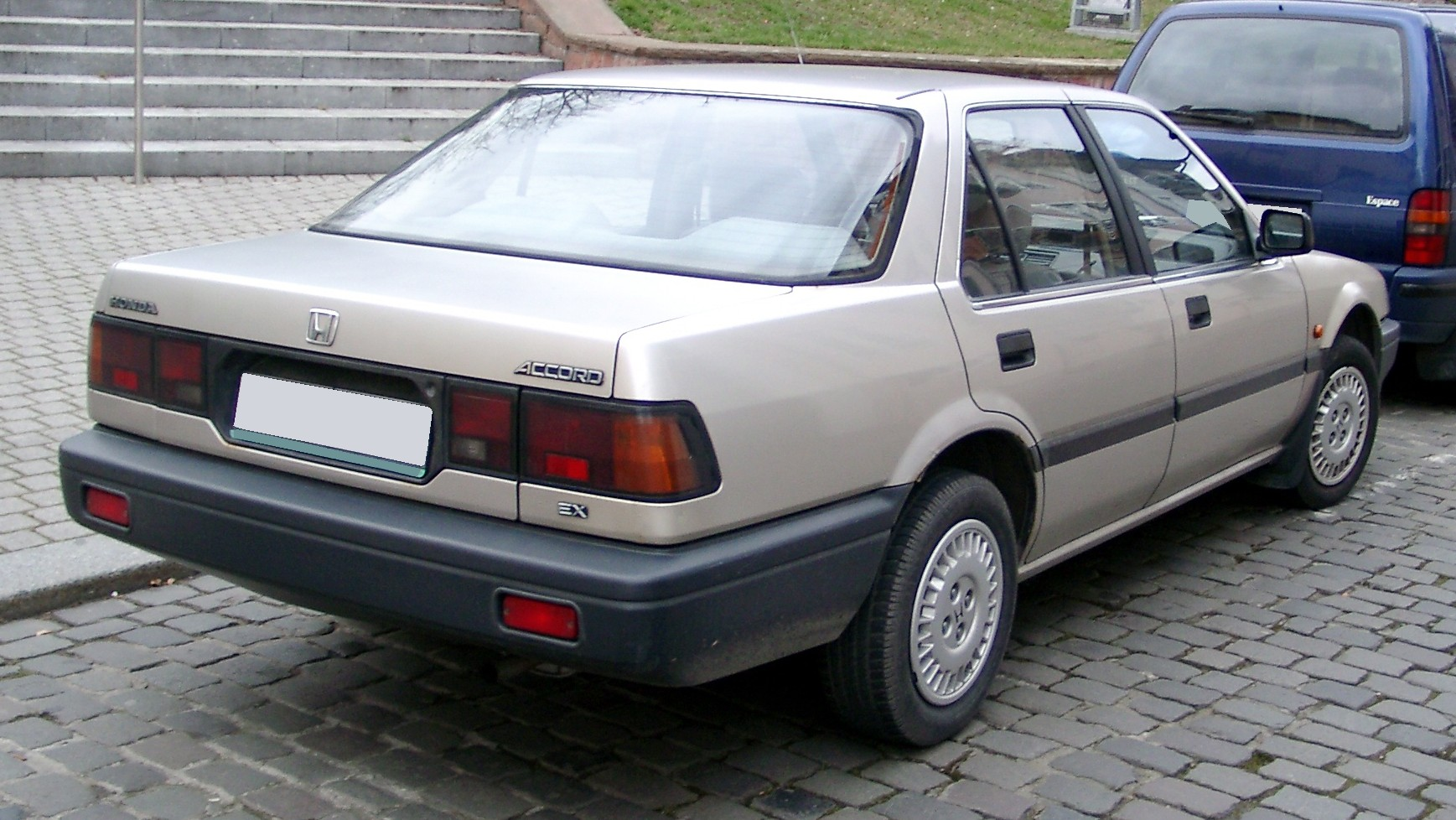
Heckansicht (1985–1989, Europa)
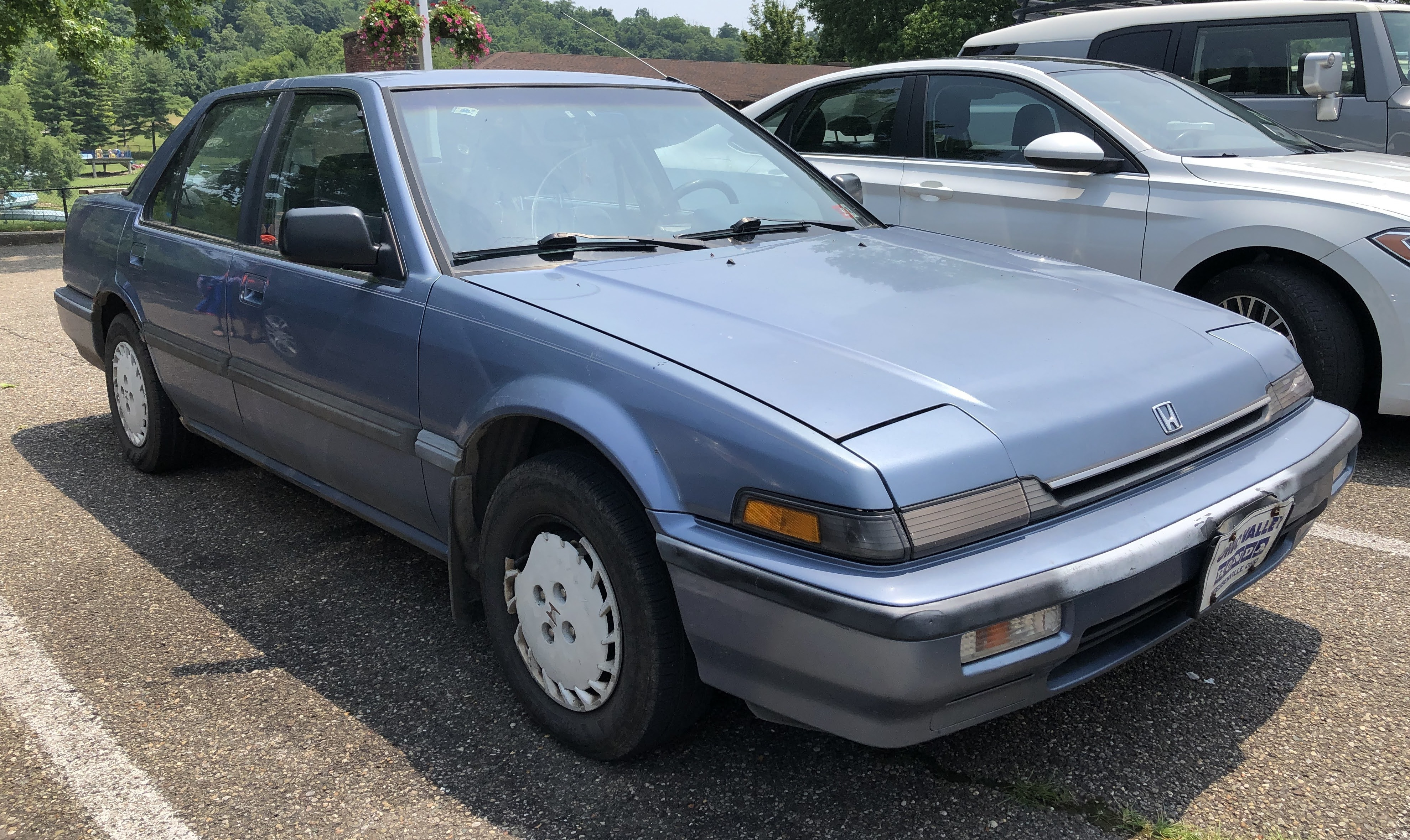
Honda Accord (1985–1989, US-Modell)
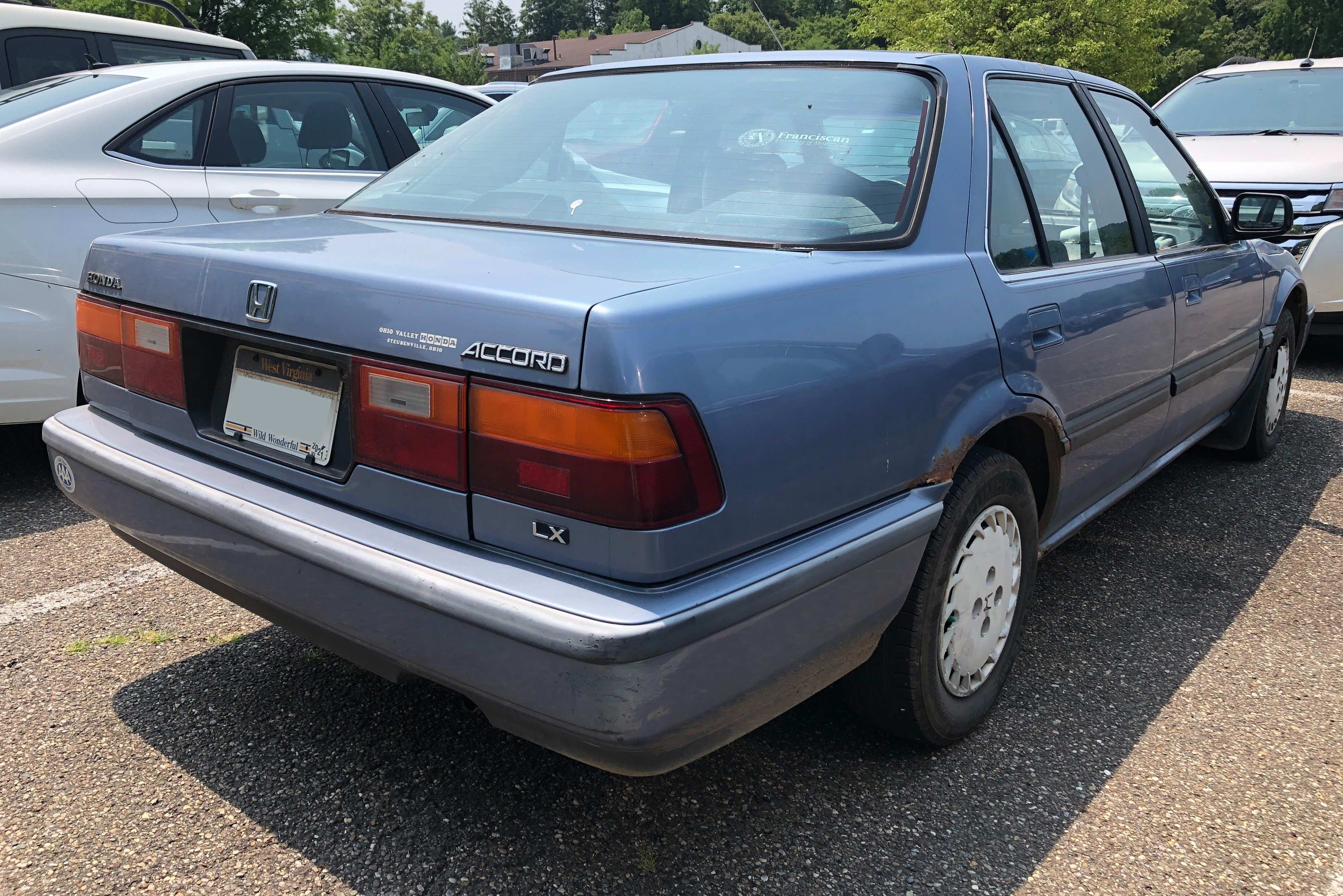
Heckansicht
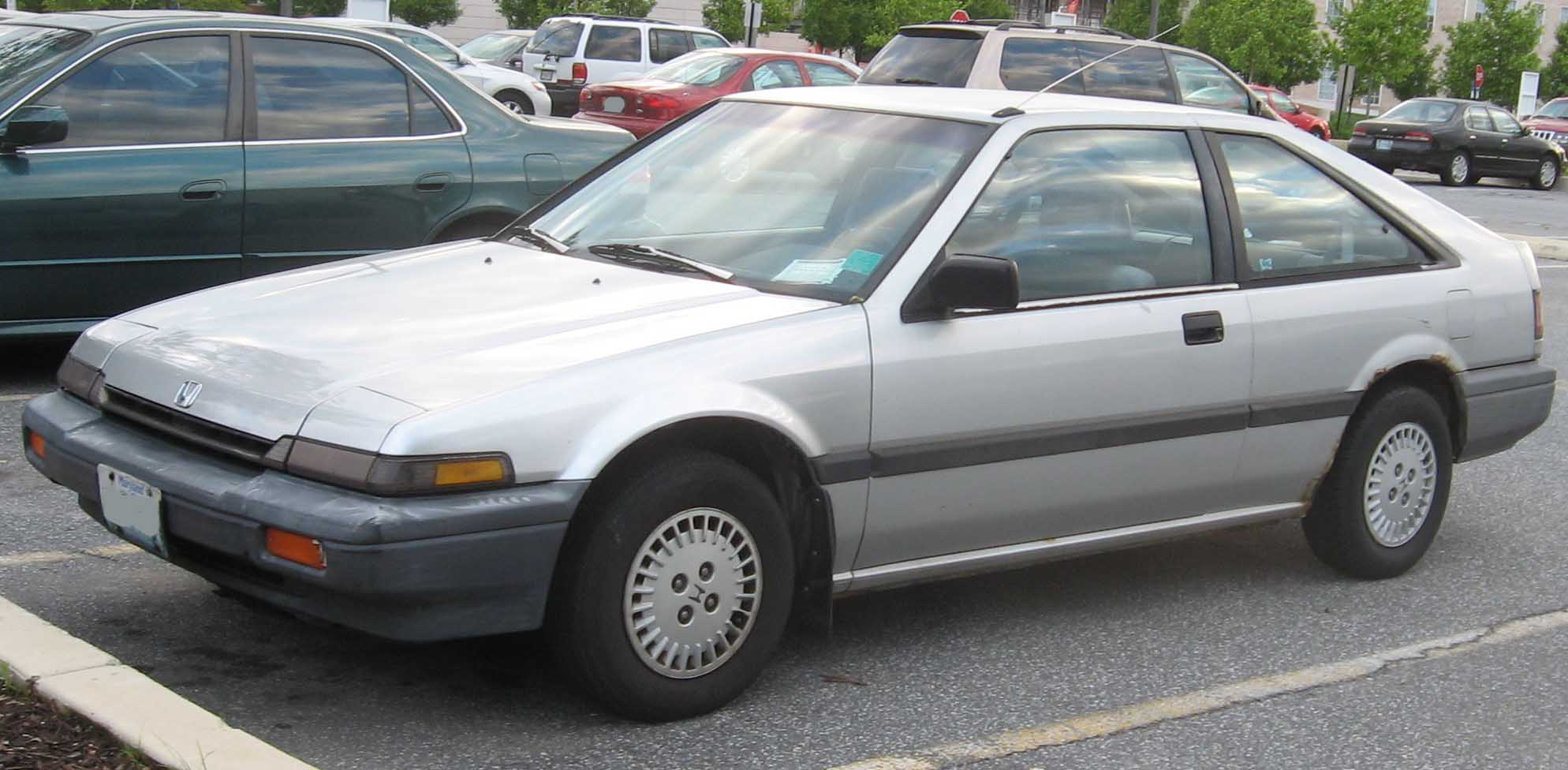
Honda Accord Hatchback (1988–1989, US-Modell)
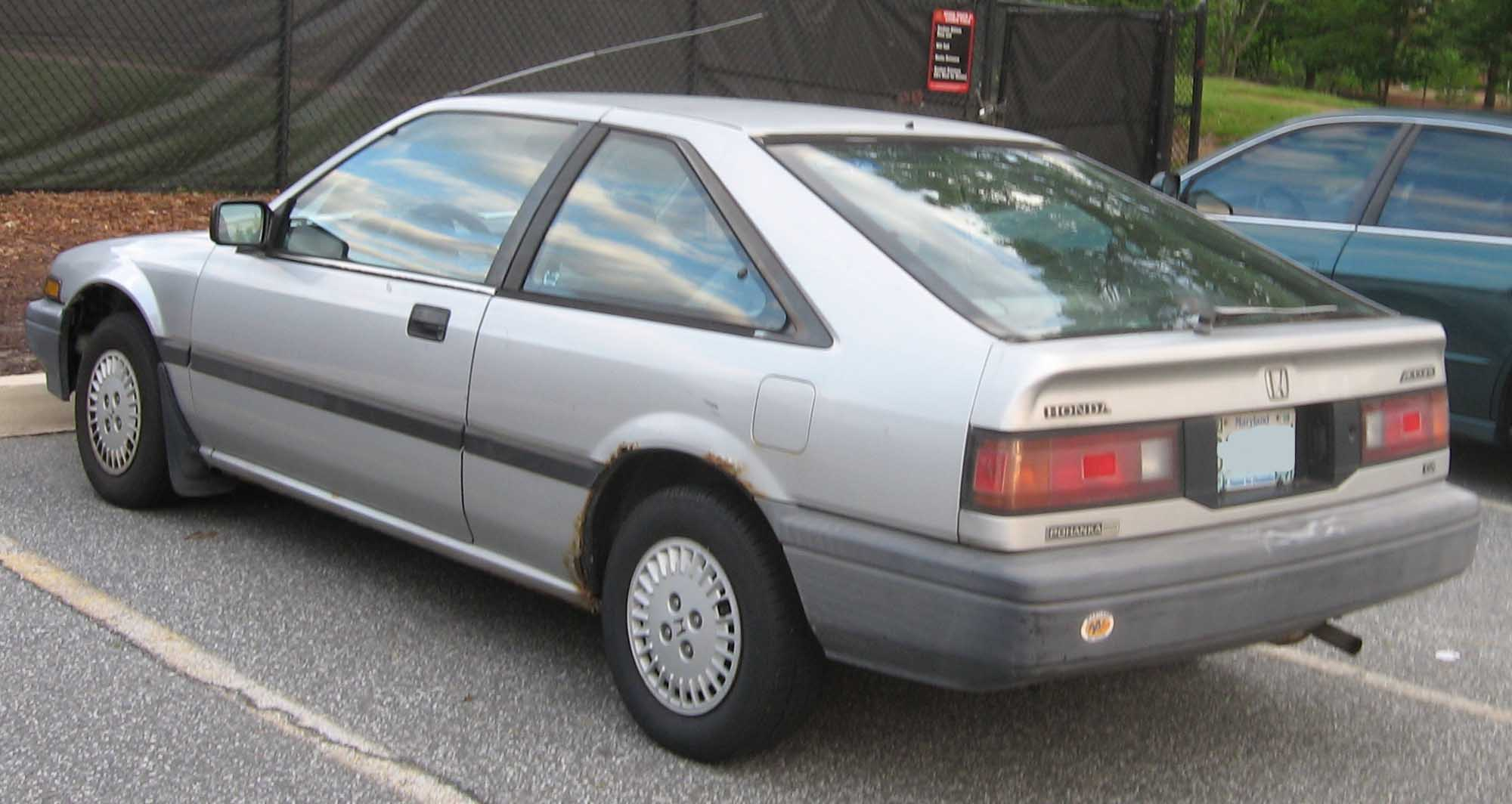
Heckansicht
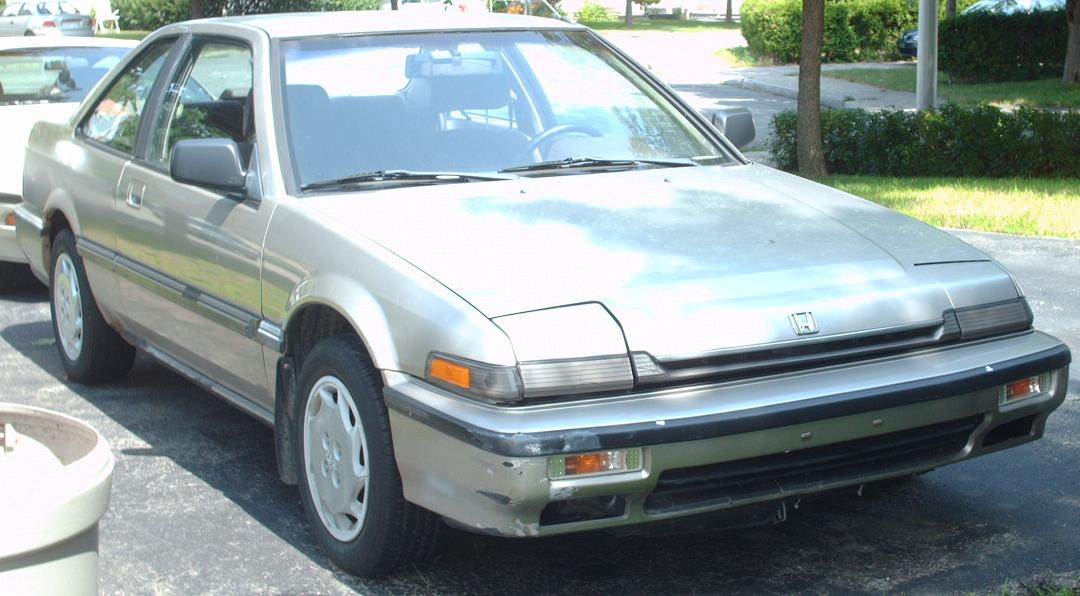
Honda Accord Coupé (1988–1989, US-Modell)
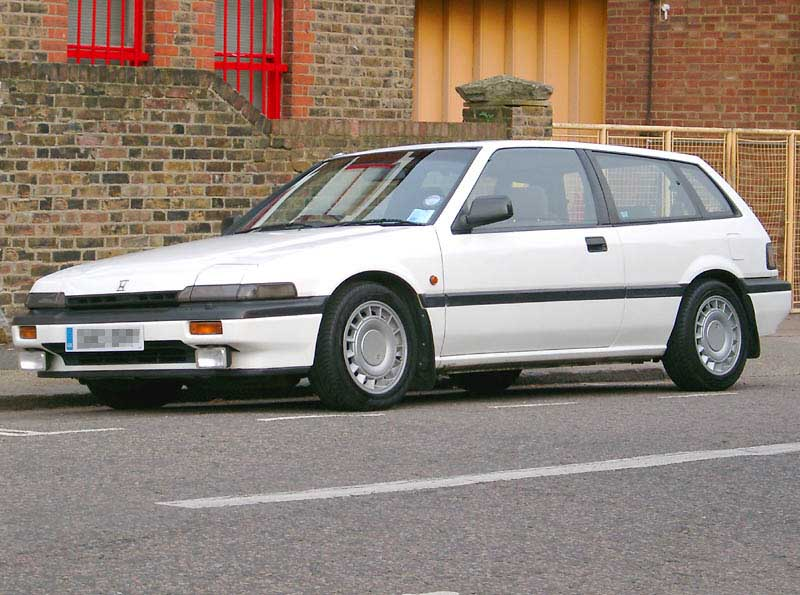
Honda Accord Aerodeck (1985–1989, Europa)
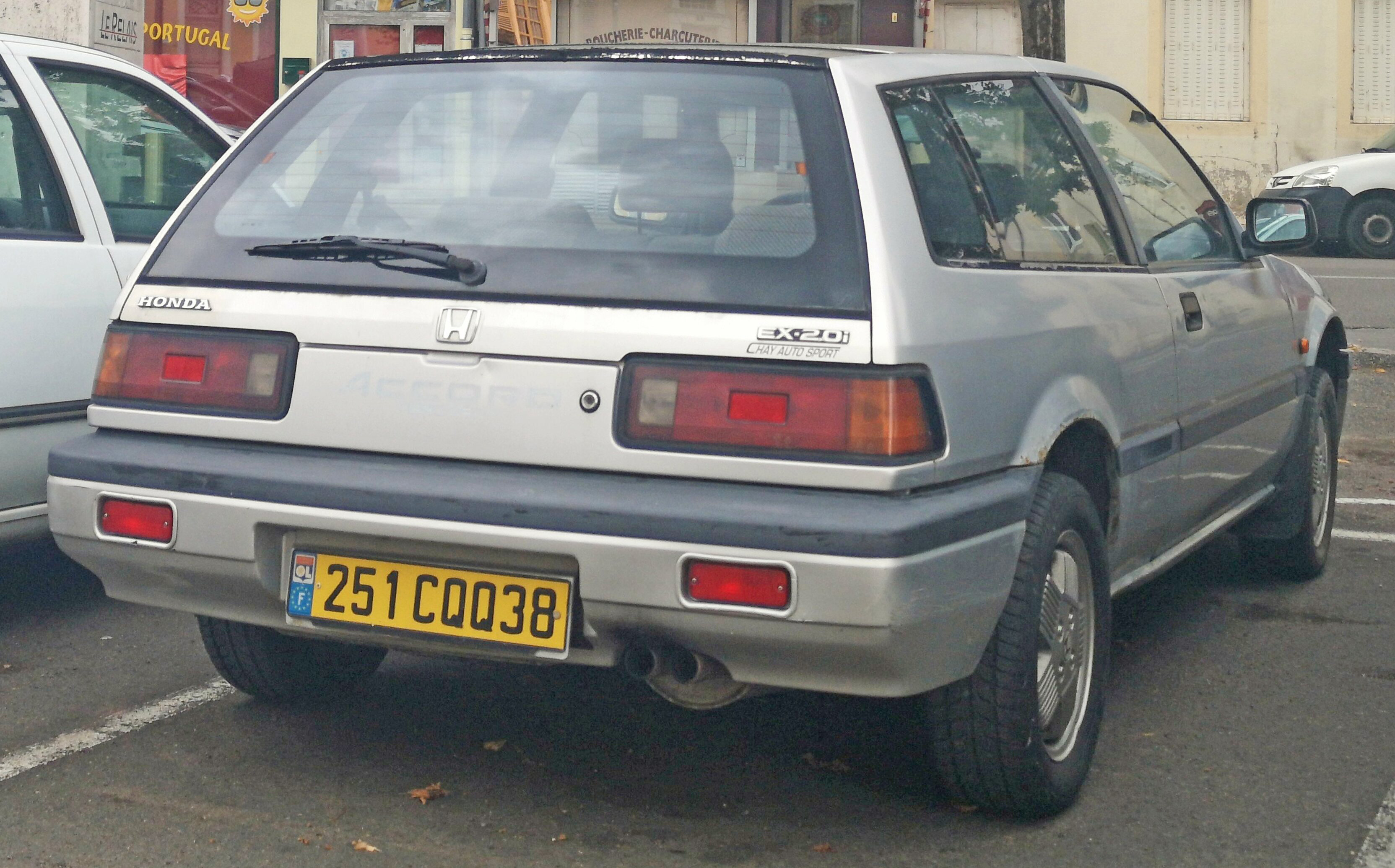
Heckansicht

## Modelle
| Baujahr   | Modellcode | Variante            | Hubraum  | Leistung kW (PS) | Verkaufsland       | Anmerkung(en)            |
| --------- | ---------- | ------------------- | -------- | ---------------- | ------------------ | ------------------------ |
| 1985–1986 | BA         | Limousine/Hatchback | 1955 cm³ | 73 (98)          | Kanada, USA        | BS                       |
| 1985–1986 | BA         | Limousine/Hatchback | 1955 cm³ | 81 (110)         | Kanada, USA        | BT PGM-FI                |
| 1985–1989 | CA1        | Limousine/Aerodeck  | 1830 cm³ | 80 (110)         | Japan / Europa     | A18A                     |
| 1985–1989 | CA2        | Limousine/Aerodeck  | 1834 cm³ | 97 (130)         | Japan              | B18A DOHC                |
| 1985–1989 | CA3        | Limousine/Aerodeck  | 1958 cm³ | 118 (160)        | Japan              | B20A PGM-FI              |
| 1985–1989 | CA4        | Limousine           | 1598 cm³ | 65 (88)          | Europa             | A16A                     |
| 1986–1989 | CA5        | Limousine/Aerodeck  | 1955 cm³ | 75 (102)         | Europa, Japan, USA | A20A mit Kat             |
| 1986–1989 | CA5        | Limousine/Aerodeck  | 1955 cm³ | 76 (106)         | Europa, Japan, USA | A20A                     |
| 1986–1989 | CA5        | Limousine           | 1955 cm³ | 81 (110)         | Europa, Japan, USA | A20A PGM-FI              |
| 1986–1989 | CA5        | Limousine/Aerodeck  | 1955 cm³ | 85 (115)         | Europa, Japan, USA | A20A PGM-FI mit Kat      |
| 1986–1989 | CA5        | Limousine/Aerodeck  | 1955 cm³ | 90 (122)         | Europa, Japan, USA | A20A PGM-FI              |
| 1986–1989 | CA5        | Hatchback           | 1955 cm³ | 72 (98)          | Kanada, USA        | A20A                     |
| 1986–1989 | CA5        | Hatchback           | 1955 cm³ | 81 (110)         | Kanada, USA        | A20A PGM-FI              |
| 1987–1989 | CA5        | Limousine/Aerodeck  | 1958 cm³ | 98 (133)         | Europa, Japan, USA | B20A DOHC PGM-FI mit Kat |
| 1987–1989 | CA5        | Limousine/Aerodeck  | 1958 cm³ | 101 (137)        | Europa, Japan, USA | B20A DOHC PGM-FI         |
| 1988–1989 | CA5        | Limousine           | 1955 cm³ | 101 (122)        | Europa, Japan, USA | A20A PGM-FI              |
| 1988–1989 | CA5        | Hatchback           | 1955 cm³ | 90 (122)         | Kanada, USA        | A20A PGM-FI              |
| 1988–1990 | CA6        | Coupé               | 1955 cm³ | 72 (98)          | Kanada, Japan, USA | A20A                     |
| 1988–1990 | CA6        | Coupé               | 1955 cm³ | 89 (120)         | Kanada, Japan, USA | A20A PGM-FI              |